# Euplexia clausa
Euplexia clausa là một loài bướm đêm trong họ Noctuidae.